# مقاطعة غاريت (ماريلاند)
مقاطعة غاريت، ميريلاند (بالإنجليزية: Garrett County, Maryland)‏ هي مقاطعة تقع في ولاية ماريلند.